# Llei de Henry

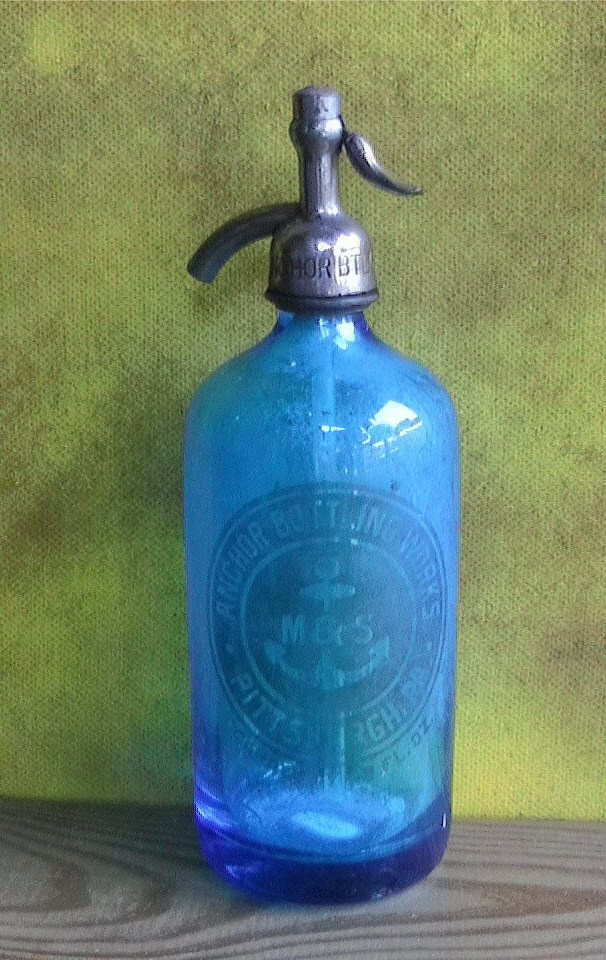
L'aigua carbònica dels sifons pot sortir gràcies a que la pressió sobre el líquid es manté alta perquè se'n desprèn del líquid

La llei de Henry relaciona la solubilitat d'un gas en un líquid amb la pressió parcial del gas. Es pot enunciar com:
| A una temperatura constant, la quantitat de gas que es dissol en un cert tipus i volum de líquid és directament proporcional a la pressió parcial d'aquest gas en equilibri amb el líquid. |

Matemàticament,{\displaystyle c=k_{\rm {H}}\cdot p\,}On:
- {\displaystyle c} és la concentració del gas (mol/l, fracció molar)
- {\displaystyle p} és la pressió parcial del gas sobre el líquid
- {\displaystyle k_{\rm {H}}} és la constant de Henry, que depèn de la naturalesa del gas, de la temperatura i del dissolvent líquid. Les unitats depenen de les unitats de la concentració, en el SI són mol/Pa·m³.

## Història
Déu el nom al químic anglès William Henry (1774-1836) que la descobrí de forma experimental el 1803 en el decurs de les seves investigacions sobre la solubilitat de diferents gasos en aigua en diferents condicions de pressió i de temperatura.

## Explicació teòrica

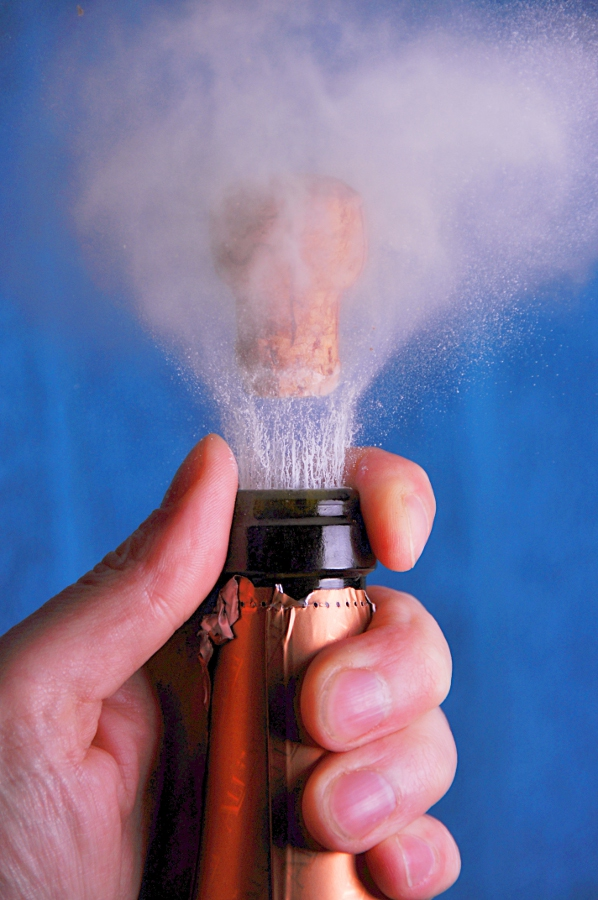
En obrir-se una botella de cava la pressió es redueix dràsticament i una gran quantitat de diòxid de carboni dissolt passa instantàniament a gas

L'explicació teòrica de la llei de Henry es basa en la teoria cinètica molecular. En una dissolució molt diluïda, una molècula de solut (excepte en casos excepcionals) només té molècules de dissolvent com a veïnes properes i, per aquest motiu, hom pot suposar que la probabilitat d'escapament d'una molècula de solut particular de la fase líquida a la fase gas sigui independent de la concentració total de molècules de solut. En aquest cas, la velocitat d'escapament de les molècules de solut serà proporcional a la seva concentració en la dissolució, ja que si hi ha més molècules de solut n'hi haurà un nombre major que tenguin energia cinètica suficient per poder fugir del líquid.
Per tant, el solut s'acumularà en la fase gas. cada vegada hi haurà més molècules de solut i, per tant, n'hi haurà més amb major probabilitat de retornar al líquid. Aquesta situació arribarà a un equilibri quan la velocitat de retorn sigui igual a la velocitat d'escapament. Amb un gas molt diluït, aquesta velocitat de retorn serà proporcional a la pressió parcial del solut en estat gas. Així, hom espera que, per a una solució molt diluïda en solut, en equilibri amb un gas a molt baixa pressió, la pressió del gas serà proporcional a la quantitat de gas dissolt. Si bé l'argument anterior es considera només una primera aproximació, la llei de Henry es troba experimentalment per a totes les dissolucions diluïdes en què l'espècie molecular és la mateixa en la solució que en el gas.

## Variants de l'expressió matemàtica
A la llei de Henry les concentracions poden expressar-se de diferents maneres, amb la qual cosa s'obtenen constants de Henry també diferents.

### En funció de la concentració molal
És la forma més emprada pels químics atmosfèrics. La concentració en la fase aquosa, {\displaystyle c_{a}}, s'empresa en mol/m³, la constant de Henry se simbolitza {\displaystyle H^{cp}}i té per unitats mol/Pa·m³, i la pressió Pa. L'expressió és: {\displaystyle c=H^{cp}\cdot p}

### En funció de la fracció molar
La concentració del gas en el líquid es pot expressar en fracció molar del solut en fase aquosa {\displaystyle x_{a}}, la constant de Henry se simbolitza {\displaystyle H^{xp}}amb unitats 1/Pa, i la pressió del gas, {\displaystyle p}, s'expressa en Pa. L'expressió és: {\displaystyle x_{a}=H^{xp}\cdot p}

### En funció de les concentracions
Si en lloc de la pressió a la fase gas s'empra la concentració {\displaystyle c_{g}} s'empra la constant de Henry {\displaystyle H^{cc}}adimensional i l'expressió queda: {\displaystyle c_{a}=H^{cc}\cdot c_{g}}. La constant es relaciona amb la {\displaystyle H^{cp}} a partir de la llei dels gasos ideals: {\displaystyle H^{cc}=H^{cp}\times RT}, on {\displaystyle R} és la constant dels gasos i {\displaystyle T} la temperatura absoluta.

## Valors de la constant de Henry
| Equació | {\displaystyle K_{\text{H}}^{pc}={\frac {p}{c_{\text{aq}}}}}       | {\displaystyle H^{cp}={\frac {c_{\text{aq}}}{p}}}                  | {\displaystyle K_{\text{H}}^{px}={\frac {p}{x}}} | {\displaystyle H^{cc}={\frac {c_{\text{aq}}}{c_{\text{gas}}}}} |
| unit:   | {\displaystyle {\frac {{\text{L}}\cdot {\text{atm}}}{\text{mol}}}} | {\displaystyle {\frac {\text{mol}}{{\text{L}}\cdot {\text{atm}}}}} | {\displaystyle {\text{atm}}}                     | (adimensional)                                                 |
| ------- | ------------------------------------------------------------------ | ------------------------------------------------------------------ | ------------------------------------------------ | -------------------------------------------------------------- |
| O₂      | 770                                                                | 1.3×10−3                                                           | 4.3×104                                          | 3.2×10−2                                                       |
| H₂      | 1300                                                               | 7.8×10−4                                                           | 7.1×104                                          | 1.9×10−2                                                       |
| CO₂     | 29                                                                 | 3.4×10−2                                                           | 1.6×103                                          | 8.3×10−1                                                       |
| N₂      | 1600                                                               | 6.1×10−4                                                           | 9.1×104                                          | 1.5×10−2                                                       |
| He      | 2700                                                               | 3.7×10−4                                                           | 1.5×105                                          | 9.1×10−3                                                       |
| Ne      | 2200                                                               | 4.5×10−4                                                           | 1.2×105                                          | 1.1×10−2                                                       |
| Ar      | 710                                                                | 1.4×10−3                                                           | 4.0×104                                          | 3.4×10−2                                                       |
| CO      | 1100                                                               | 9.5×10−4                                                           | 5.8×104                                          | 2.3×10−2                                                       |